# Connétable

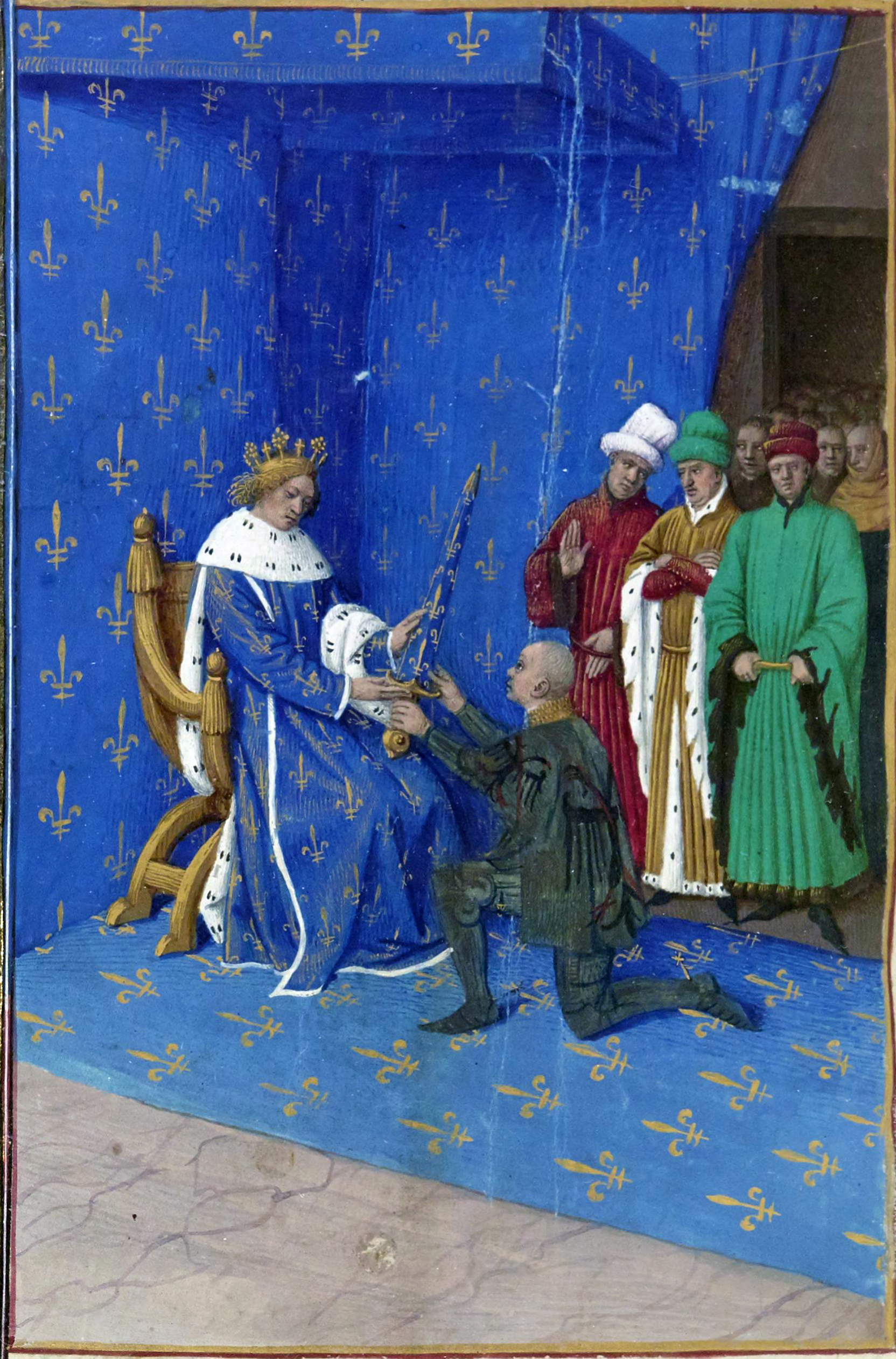
2 octobre 1369 : remise de l'épée de connétable à Bertrand du Guesclin.
Enluminure de Jean Fouquet (XVe siècle).
Source : Bibliothèque nationale de France.

Le connétable (du latin : comes stabuli, « comte de l’étable », comprendre comte chargé des écuries et donc, à l’origine, de la cavalerie de guerre) est, dans  de nombreux royaumes médiévaux, un haut dignitaire. Selon les pays, son rôle était généralement de commander l’armée et de régler les problèmes entre chevaliers ou nobles, via un tribunal spécial, comme la Court of Chivalry anglaise ou la juridiction du point d'honneur française. Parfois, il avait aussi un pouvoir de police. Le connétable était secondé par un ou plusieurs maréchaux.
La fonction de connétable n'est pas une tenure, mais une fonction de ministérial.

## France

### Ancien Régime

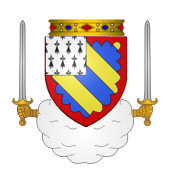
Armes de Gilles de Trazegnies dit le Brun, connétable de Saint-Louis. Bandé d'azur et d'or à la bordure engrêlée de gueules, au franc-quartier d'hermine.

Armes d'Olivier V de Clisson, connétable de Charles VI (roi de France). De gueules au lion d'argent armé lampassé et couronné d'or.

Le connétable sous l'Ancien Régime apparaît dès la dynastie mérovingienne. Son rôle se cantonnait à la gestion des écuries royales. Mais à la suite de l'effritement du pouvoir royal, ce dernier prend de l'ampleur envers tous les corps d'armée. Il était toutefois placé sous l'autorité du sénéchal.
Cependant, la trop grande puissance du sénéchal provoqua la suppression de l'office, en 1191, par le roi Philippe-Auguste. Les pouvoirs du sénéchal de France furent alors partagés entre le connétable et les chambellans. Avec l'abolition de ce poste, le prestige et les pouvoirs attribués à la dignité de connétable s'accrurent.
En 1351, Jean II le Bon ordonna que les connétablies seraient composées de vingt-cinq à trente hommes.
Sous les Capétiens, le connétable de France est le « chef souverain des armées de France ». Dans l'armée féodale cette fonction était cependant remplie par des princes de sang royal. Nommé à vie, le connétable avait le contrôle des maréchaux mais restait hiérarchiquement inférieur au sénéchal.
Le connétable cumulait alors les rôles de premier des grands officiers de la couronne et de chef suprême de l'armée royale.
Le connétable de France est le premier des grands officiers de la couronne.
Le titre de connétable est célèbre dans l'histoire notamment grâce à Charles III de Bourbon qui trahit le roi après un affront.
Même après la restauration du pouvoir royal à partir du XVIe siècle, le connétable garde le plus haut grade au sein de l'Armée française. Il dispose également d'une juridiction spéciale, le tribunal de la Connétablie, où siègent en son nom les maréchaux de France et leurs prévôts.
Le dernier connétable de France fut François de Bonne de Lesdiguières de 1622 à 1626 sous le règne de Louis XIII.

### Premier Empire

Armes de Louis Bonaparte.

Armes de Louis-Alexandre Berthier.

En 1808, Napoléon créa des grands dignitaires de l'Empire français, dont un connétable, son frère Louis Bonaparte, roi de Hollande, et un vice-connétable, le maréchal Berthier, prince de Neuchâtel. Si la dignité accordée à Louis était purement honorifique, Berthier était le chef d’état-major de l’armée napoléonienne. Napoléon renouait avec une tradition d’Ancien Régime.

## Royaume de Bourgogne
Le titre de connétable existait aussi dans les régions. En Bourgogne, ce titre est attesté depuis au moins le XIIe siècle. On sait cependant assez peu de chose sur cette fonction, qui ne semblait pas, à cette époque, avoir une importance considérable. Le titre de connétable se transmettait. Certains connétables étaient puissants à l'image de Charles III de Bourbon.

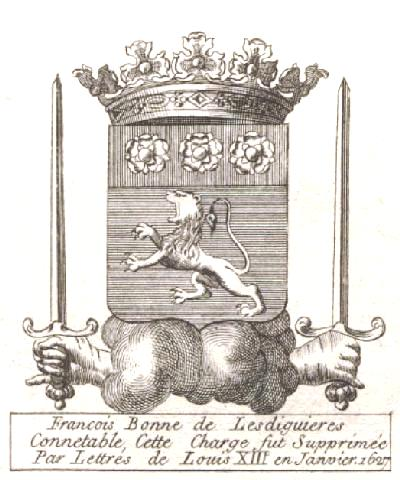
Armes de François de Bonne de Lesdiguières, dernier connétable de France. de gueules au lion d’or au chef d’azur surmonté de trois roses d’argent[6].

## Îles britanniques

### Angleterre
Après la conquête normande de l'Angleterre, constable est un titre utilisé en Angleterre pour désigner un officier à qui le roi a donné le commandement d'une armée (exemple : Brian FitzCount) ou de la garnison d'un important château (exemple : Geoffroy de Mandeville, constable de la tour de Londres au XIIe siècle).
La dignité de lord-grand-connétable (lord high constable) était l’un des grands offices de la couronne anglaise. Il avait la charge de l’armée et particulièrement de la cavalerie et présidait la Court of Chivalry qui traitait toutes les affaires d’honneur entre gentilshommes. La dignité de connétable fut attachée au titre de comte de Hereford et rattachée à la couronne en 1521. Depuis lors, on ne nomme de titulaires que pour les cérémonies de couronnement.
On nommait sous le nom de Constables en Angleterre des officiers municipaux chargés de l'exécution des lois et du maintien de l'ordre ; ils étaient placés sous l'autorité du juge de paix et ont pour insignes un bâton d'un mètre environ de longueur, surmonté des armes royales, et une petite verge de cuivre de 30 à 40 centimètres, avec laquelle ils touchent ceux qu'ils doivent arrêter. Ce service, institué sous Édouard III d'Angleterre, a été longtemps gratuit, comme l'était en France celui de la Garde nationale. Depuis 1829, les anciens constables ont été remplacés par des officiers de police (police constables), qui sont rétribués.
Le mot constable comme celui de connétable, dont il était synonyme dans l'origine, vient de comes stabuli.

### Écosse
Dans le royaume d'Écosse, la dignité de grand connétable (high constable) était héréditaire elle se fixa en 1309 dans la famille Hay, comtes d’Errol (en)avec Gilbert de la Hay. Elle est encore portée de nos jours.

### Irlande
Il existait entre le XIIe et le XIVe siècle, une dignité de connétable d’Irlande, aux mains des familles Lacy et Verdun.

### Îles Anglo-Normandes

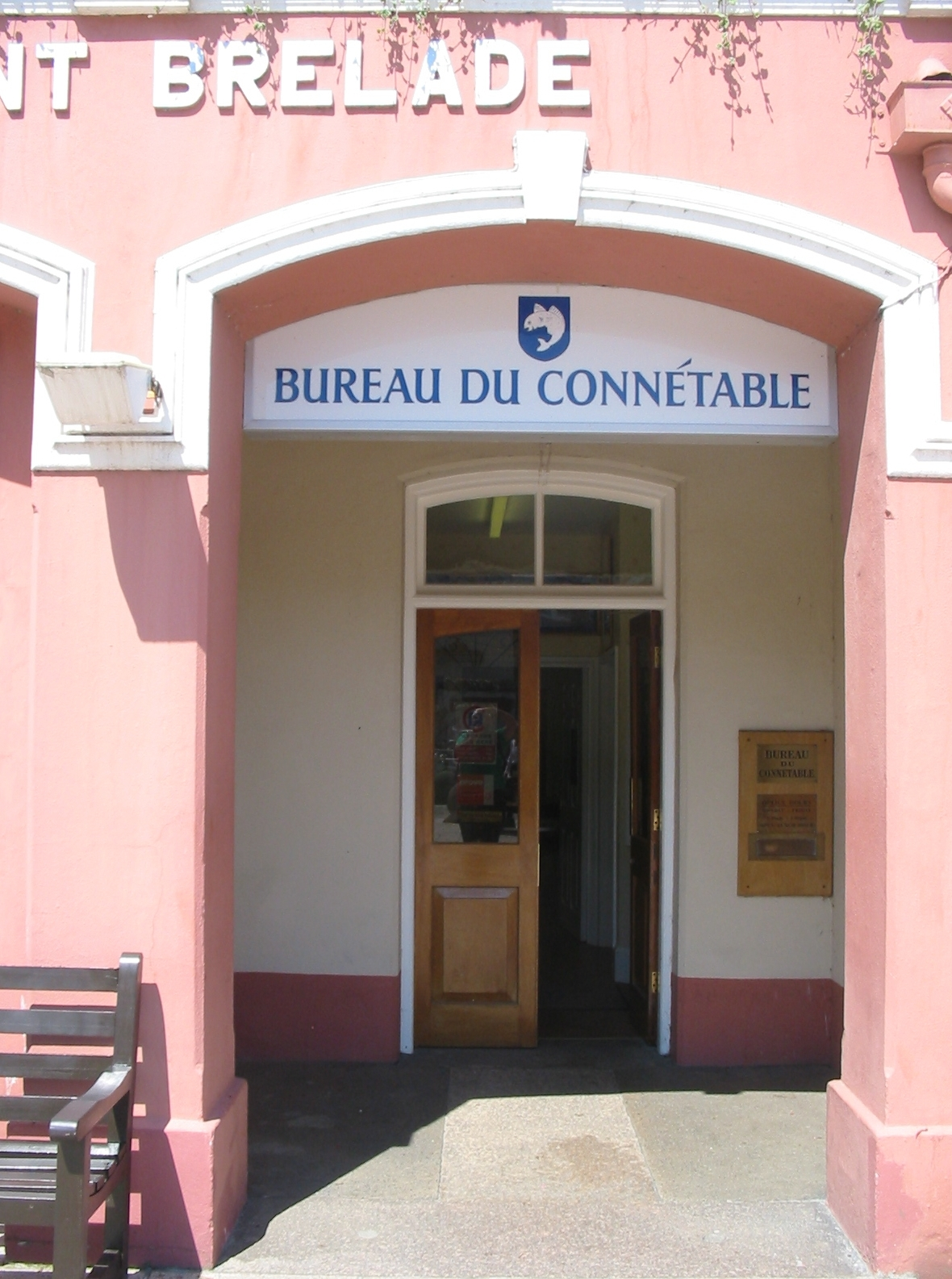
Bureau du Connétable à la Salle paroissiale de Saint-Brélade, Jersey.

Aux îles Anglo-Normandes, les chefs municipaux des paroisses portent toujours le titre de connétable.

## Péninsule ibérique

### Royaume de Navarre
La dignité de connétable (condestable) est attachée au titre de comte de Lerín (es) : elle est passée de la famille de Beaumont à la famille Álvarez de Toledo, ducs d’Albe, puis à la famille de Silva, comtes de Galve (es) et à la famille Fitzjames, ducs de Berwick (en). Elle est encore portée de nos jours.

### Couronne d'Aragon
La dignité de grand connétable de la Couronne d'Aragon (gran conestable) appartenait à la famille de Cardona, avant d’être confisquée par la monarchie au XVIe siècle. La dignité de connétable du royaume d'Aragon était héréditaire dans la famille Ferrandis, ducs d’Híxar (es), et passa aux Fitzjames, ducs de Berwick. Elle est encore portée de nos jours.

### Royaume de Castille
La dignité de connétable de Castille est créée en 1382 par le roi Jean Ier de Castille en remplacement de celle d’Alférez Mayor del Reino. Le connétable a la haute main sur l’armée, qu’il commande en l’absence du souverain. Le titulaire de cette dignité est en droit de porter la bannière et la masse d'armes du souverain, ainsi que d'arborer les armoiries de ce dernier.
À compter de 1473, le roi Henri IV de Castille rend le titre purement honorifique et héréditaire : les connétables sont par la suite membres de la famille des Velasco, ducs de Frías.

### Royaume de Portugal
La dignité de connétable (condestável) de Portugal a été créé en 1382 par le roi Ferdinand Ier en remplacement de celle d’Alferes de Portugal. Le connétable, second personnage du royaume après le roi, avait la haute main sur l’armée, qu’il commandait en l’absence du souverain. Ce dernier a toujours attribué la dignité de connétable à sa propre initiative. Toutefois après l’arrivée sur le trône du connétable Jean de Bragance, la fonction devint purement honorifique.